# Holzapfelshof

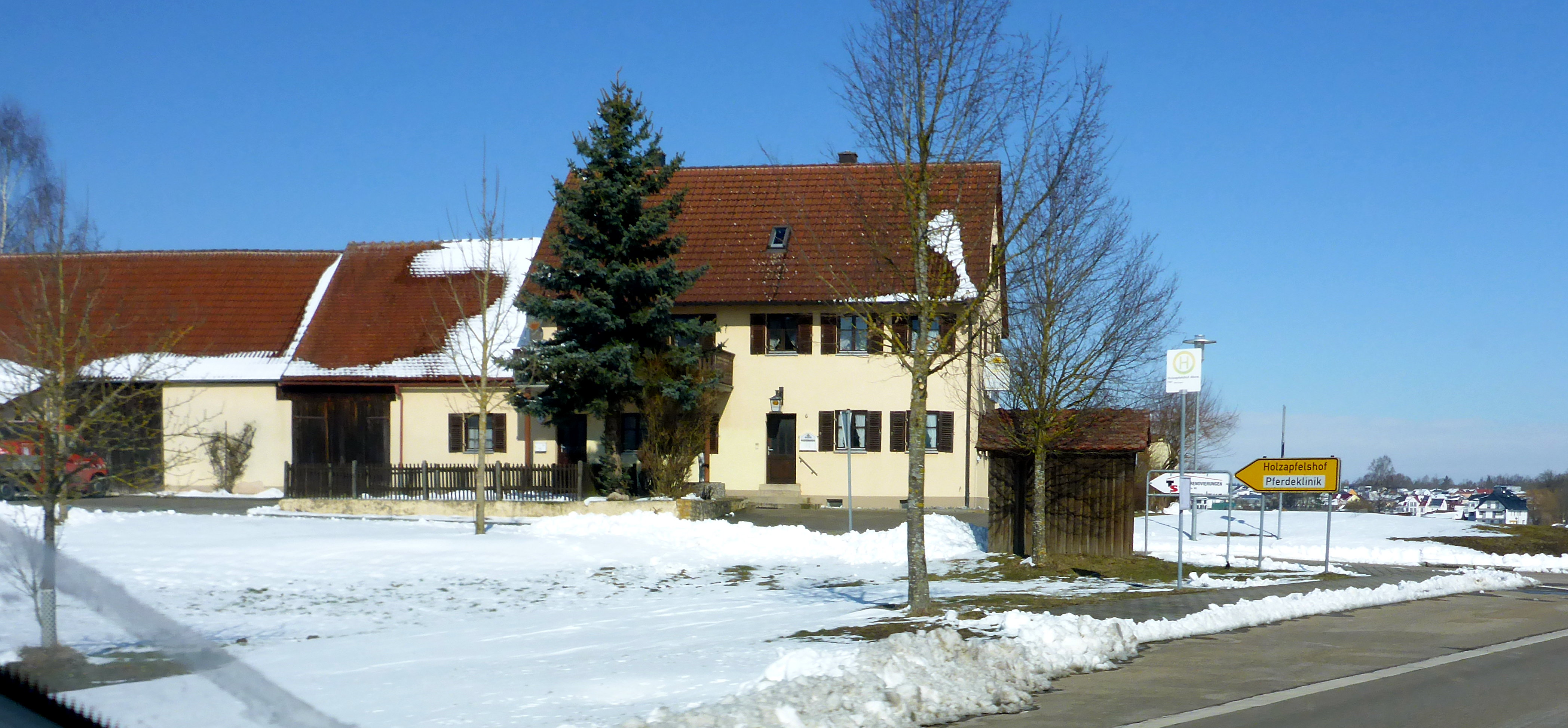
Holzapfelshof

Holzapfelshof (auch Riesenberg genannt) ist ein Gemeindeteil der Großen Kreisstadt Dinkelsbühl im Landkreis Ansbach (Mittelfranken, Bayern). Holzapfelshof liegt teils in der Gemarkung Langensteinbach, teils in der Gemarkung Wolfertsbronn.

## Geografie
Der Weiler liegt der Klingenwiesen- und Egelgraben, beides rechte Zuflüsse des Walkenweiherbachs, der seinerseits ein rechter Zufluss der Wörnitz ist. Im Westen grenzt eine kleine Solaranlage zur Stromerzeugung an, ansonsten ist der Ort von Acker- und Grünland umgeben. Im Süden erhebt sich der Riesenberg, im Nordwesten der Schnabelberg. 0,5 km nördlich gibt es ein Naturschutzgebiet, zu dem der Gais- und Walkweiher gehören. 0,5 km südwestlich befindet sich das Kirchenholz.
Ein Anliegerweg führt zur Kreisstraße AN 45/K 3222 (0,3 km östlich), die nach Wört zur Landesstraße 1070 (3,6 km südwestlich) bzw. nach Dinkelsbühl zur Staatsstraße 2220 verläuft (1,3 km nördlich).

## Geschichte
Die Fraisch über Holzapfelshof war strittig zwischen dem oettingen-spielbergischen Oberamt Mönchsroth und der Reichsstadt Dinkelsbühl. Gegen Ende des 18. Jahrhunderts bestand der Ort aus einem Ganzhof. Die Grundherrschaft hatte die Stadtkammer der Reichsstadt Dinkelsbühl inne.
Infolge des Gemeindeedikts wurde Holzapfelshof 1809 dem Steuerdistrikt Segringen und der Ruralgemeinde Wolfertsbronn zugewiesen. Am 1. Januar 1971 wurde Holzapfelshof im Zuge der Gebietsreform in Bayern nach Dinkelsbühl eingegliedert.

## Einwohnerentwicklung
| Jahr      | 001818 | 001840 | 001861 | 001871 | 001885 | 001900 | 001925 | 001950 | 001961 | 001970 | 001987 | 002015 |
| Einwohner | 9      | 14     | 19     | 28     | 23     | 28     | 19     | 26     | 21     | 14     | 26     | 39     |
| Häuser    | 2      | 2      |        |        | 6      | 5      | 4      | 4      | 4      |        | 7      |        |
| Quelle    | [ 2 ]  | [ 11 ] | [ 12 ] | [ 13 ] | [ 14 ] | [ 15 ] | [ 16 ] | [ 17 ] | [ 18 ] | [ 19 ] | [ 20 ] | [ 1 ]  |

## Religion
Der Ort ist seit der Reformation evangelisch-lutherisch geprägt und bis heute nach St. Vinzenz (Segringen) gepfarrt. Die Katholiken sind nach St. Georg (Dinkelsbühl) gepfarrt.